# Ausbesserungswerk Lingen

Ausbesserungswerk Lingen 1986

Von 1856 bis zum Ende des 20. Jahrhunderts gab es ein Eisenbahnausbesserungswerk in Lingen (Ems). Am 23. Juni 1856 wurde die Hannoversche Westbahn mit der Verbindung Löhne–Osnabrück–Rheine–Lingen–Emden in Betrieb genommen. Im emsländischen Lingen wurden dazu die Königlichen Bahnhofswerkstätten zur Aufarbeitung schadhafter Fahrzeuge nach zweijähriger Bauzeit eröffnet.

## Ursprüngliche Anlage
Die baulichen Anlagen wurden in U-Form eingerichtet. Diese Form ergab sich aus der zentralen Lage des Kraftwerkes, in dem mittels Dampfmaschine eine Welle angetrieben wurde, von der aus über Transmissionsriemen weitere Maschinen betrieben wurden, die links und rechts entlang dieser Welle angeordnet waren, so zum Beispiel eine Dreherei oder auch die Kupferschmiede.
Im südlichen Seitenflügel des Komplexes wurde die Wagenhalle eingerichtet, gegenüber im nördlichen Flügel die Lokomotivhalle. In einem zentralen Gebäude wurden die Schmiede und die Schlosserei untergebracht.
Welche relativ geringen Dimensionen diese Hallen (wie auch das gesamte Werk) zu jener Zeit hatte, erkennt man, wenn man sich vorstellt, dass die bis heute erhaltenen Bauteile (Schmiede, Betriebsschlosserei) Teile der ursprünglichen Werkanlagen sind. Diese sind in ihrer Erscheinungsform – besonders im Dachbereich – zwar völlig verfremdet, es handelt sich jedoch im unteren Bereich dennoch um historische Bausubstanz.

## 1866 bis 1945
Nach dem Preußisch-Österreichischen Krieges im Jahr 1866 kam die Hauptwerkstätte Lingen in den Machtbereich Preußens. Der Name wurde daraufhin geändert in Königlich Preußische Eisenbahnhauptwerkstätte Lingen (Ems).
Die Folgezeit kann als die Aufbauphase des Werkes betrachtet werden: Ab 1870 entstand eine wesentlich größere Wagenhalle südlich der vorhandenen Anlagen, 1875 eine neue Lokomotivhalle, die etwa dort endete, wo heute das nördliche Ende der Hallen 1 und 2 ist. Nördlich davon entstand 1878/1880 ein großer Ringlokschuppen.
Im Jahre 1880 wurde im Werk die Ausbildung von Lehrlingen aufgenommen, um den Nachwuchs an Fachkräften in der ansonsten vorwiegend landwirtschaftlich geprägten Umgebung zu sichern. Die dafür notwendigen Räume wurden im Mitteltrakt des U-förmigen Bauteils geschaffen.
1884 entstand das auffällige Gebäude des Magazins, das viele Jahre später als Waschhaus eine neue Nutzung fand und erst im März 1992 zusammen mit dem Verwaltungsgebäude abgebrochen wurde.
1897 bekam das Werk eine eigene Kesselschmiede, die entlang der damals noch schmalen und stillen Kaiserstraße ihren Standort fand und dort bis zum Mai 1989 stand.

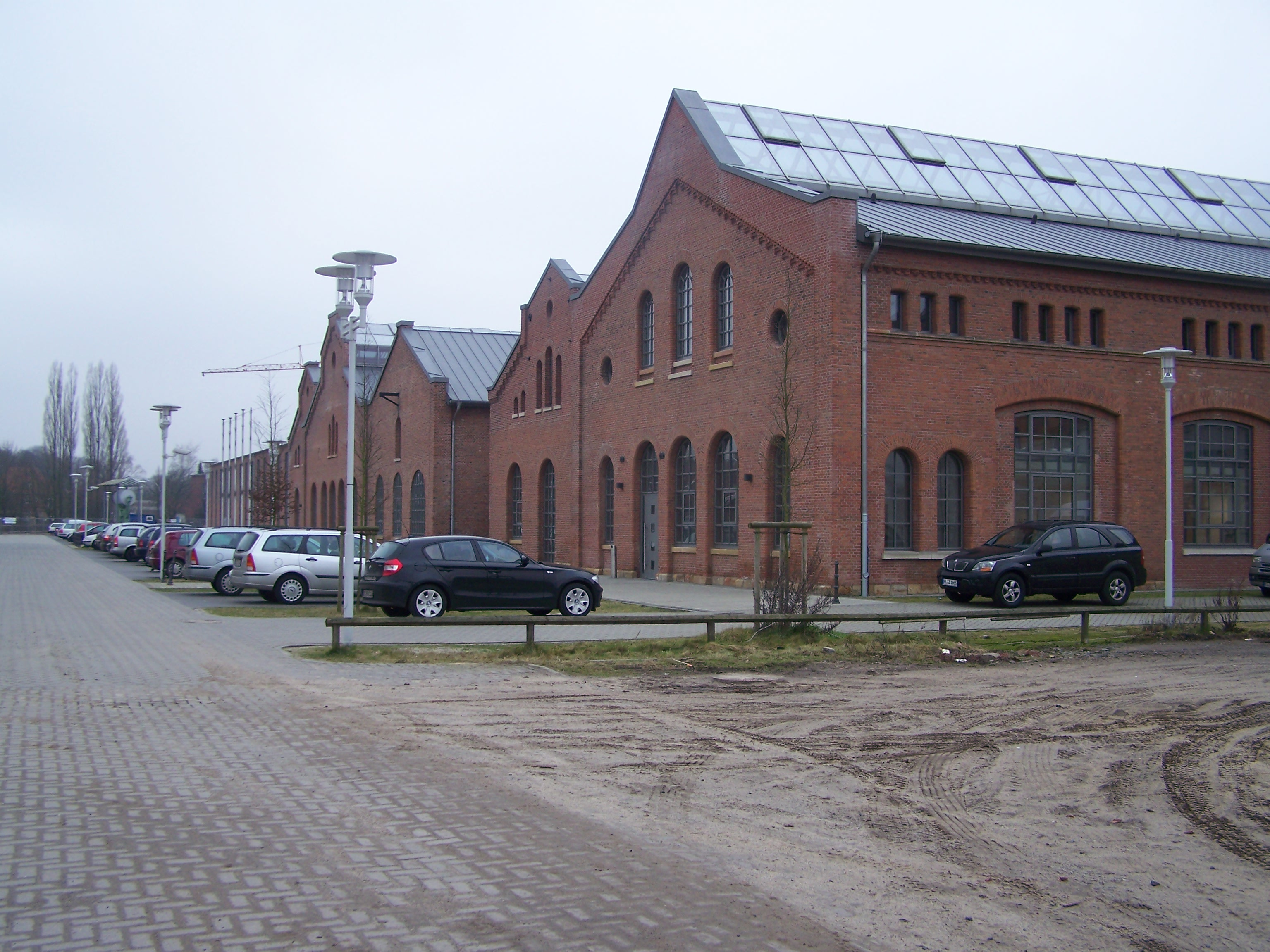
Ehemalige Betriebsschlosserei, dahinter ehem. Schmiede und Halle 3

Die neue Lokhalle aus dem Jahre 1875 wurde schnell zu klein für den stetig wachsenden Bestand an Schadfahrzeugen und so musste 1908 für Platz gesorgt werden: Die so genannte „neue Bude“ entstand und machte die 33 Jahre alte Lokhalle zur „alten Bude“. Diese „neue Bude“ wurde später zum Hauptlager umfunktioniert und ist heute als Halle 4 bekannt.
Am 25. August 1910 wurde zum bestehenden Werk auf einem, einige hundert Meter südlich gelegenen Gelände auf der anderen Seite der Bahnlinie die Wagenwerkstatt eingerichtet. Dadurch bedingt wurden beide Werke umbenannt in Werkstättenamt A (für die Unterhaltung der Lokomotiven) und Werkstättenamt B (für die Wageninstandhaltung).
Während des Ersten Weltkrieges kam es zum größten Ausbau in der gesamten Geschichte des Werkes: In den Jahren 1914 bis 1918 entstanden die 55.000 m² großen Lokrichthallen 1 und 2, in der fortan 100-Tonnen-Krane die Fließfertigung im Lingener Werk einführten. Dazu musste ein Großteil der bestehenden Werkanlagen beseitigt werden: Das alte Kraftwerk – der ehemalige Kern der Gesamtanlage –, die Dreherei, der alte Wasserturm und weitere Gebäude fielen den neuen Lokrichthallen zum Opfer.

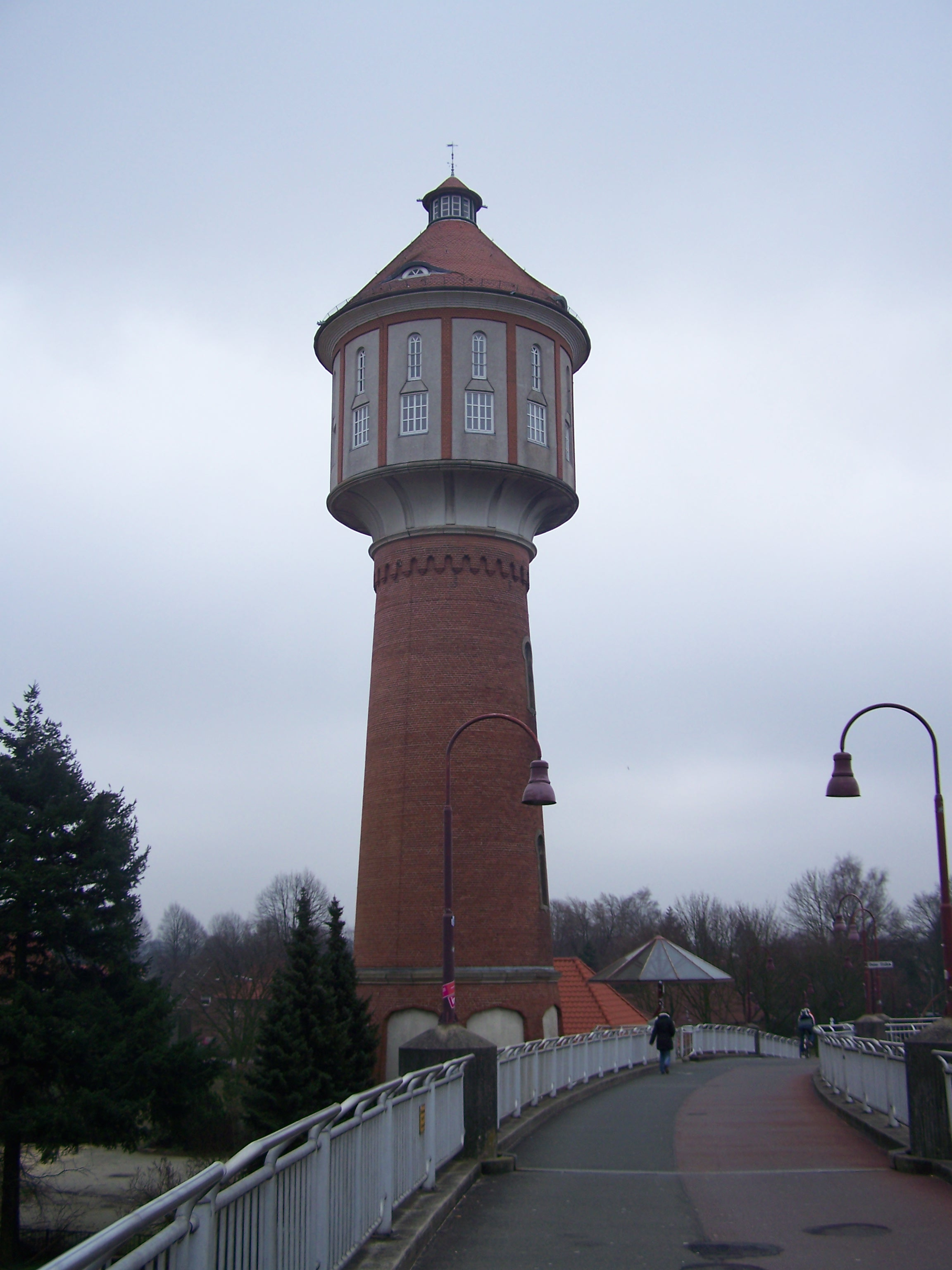
Städtischer Wasserturm in der Nähe des ehemaligen Ausbesserungswerks

Diese Werkstätten wurden umgesiedelt und erhielten großzügigere Bauten in anderen Bereichen des Werkes oder wurden in bestehende Gebäude umquartiert. Die bis heute erhaltenen Gebäudeteile wie Schmiede und Betriebsschlosserei sind eigentlich nur noch die Köpfe der ehemaligen Anlage, die direkt bis an die Ostwand der großen Halle 1 und 2 eingekürzt wurde.
Damals wurden folgende Gebäude neu errichtet: 1915 das repräsentative Verwaltungsgebäude, 1916 der neue Werkwasserturm auf dem Nordabschnitt und 1917 die Werkfeuerwehr (zunächst als Badeanstalt). 1919 wurde die Kesselschmiede um ihre seitlichen Anbauten erweitert.
Zum 1. April 1920 wurde die Deutsche Reichsbahn gegründet und das Werk daraufhin in Reichsbahnausbesserungswerk Lingen (RAW Lingen) umbenannt.
Nach der Machtergreifung des NS-Regimes wurde auch in Lingen gegen Gewerkschafter, Kommunisten und andere politisch Missliebige agitiert. Im Oktober 1933 mussten alle Arbeiter des Ausbesserungswerkes eine Erklärung unterschreiben, keinerlei Beziehungen zu KPD oder SPD zu pflegen. 1936 wurde eine aus SA-Mitgliedern bestehende 'Werkschar' gegründet, die im Werk im Sinne des Nationalsozialismus wirken sollte. Das Werk erlebte in den 1930er Jahren einen starken Aufschwung; die Belegschaft wuchs von 800 (1932) auf zeitweise über 1900. Ein Grund war die Aufrüstung der Wehrmacht, den das Regime zur Vorbereitung des Zweiten Weltkriegs betrieb.

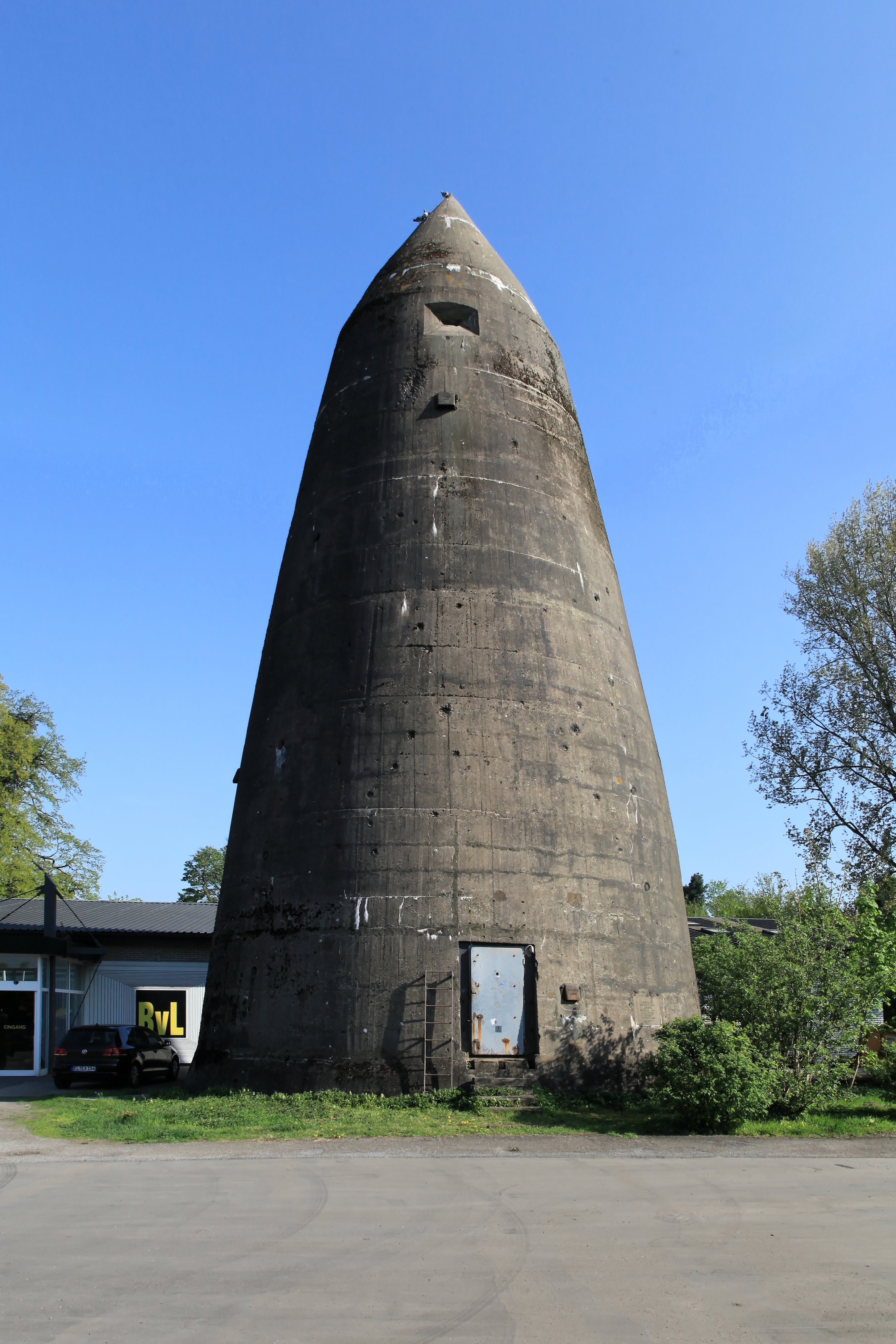
Winkel-Hochbunker

1939 entstand die neue, großzügige Lehrwerkstatt im Stil der Zeit – zwar sachlich-nüchtern, doch mit historisierenden Elementen und pathetischen Details besonders in Gemeinschaftsräumen wie zum Beispiel dem Speisesaal.
Während des Zweiten Weltkriegs verursachten Luftangriffe (besonders am 21. Februar und am 21. November 1944) schwere Schäden im Werk.
Am 21. Februar starben durch Bomben der Royal Air Force und der USAAF 42 Menschen, 38 wurden schwer verwundet und 80 leicht.
Auf dem Werksgelände gab es einen Hochbunker der Bauart Winkel.

## Seit 1945

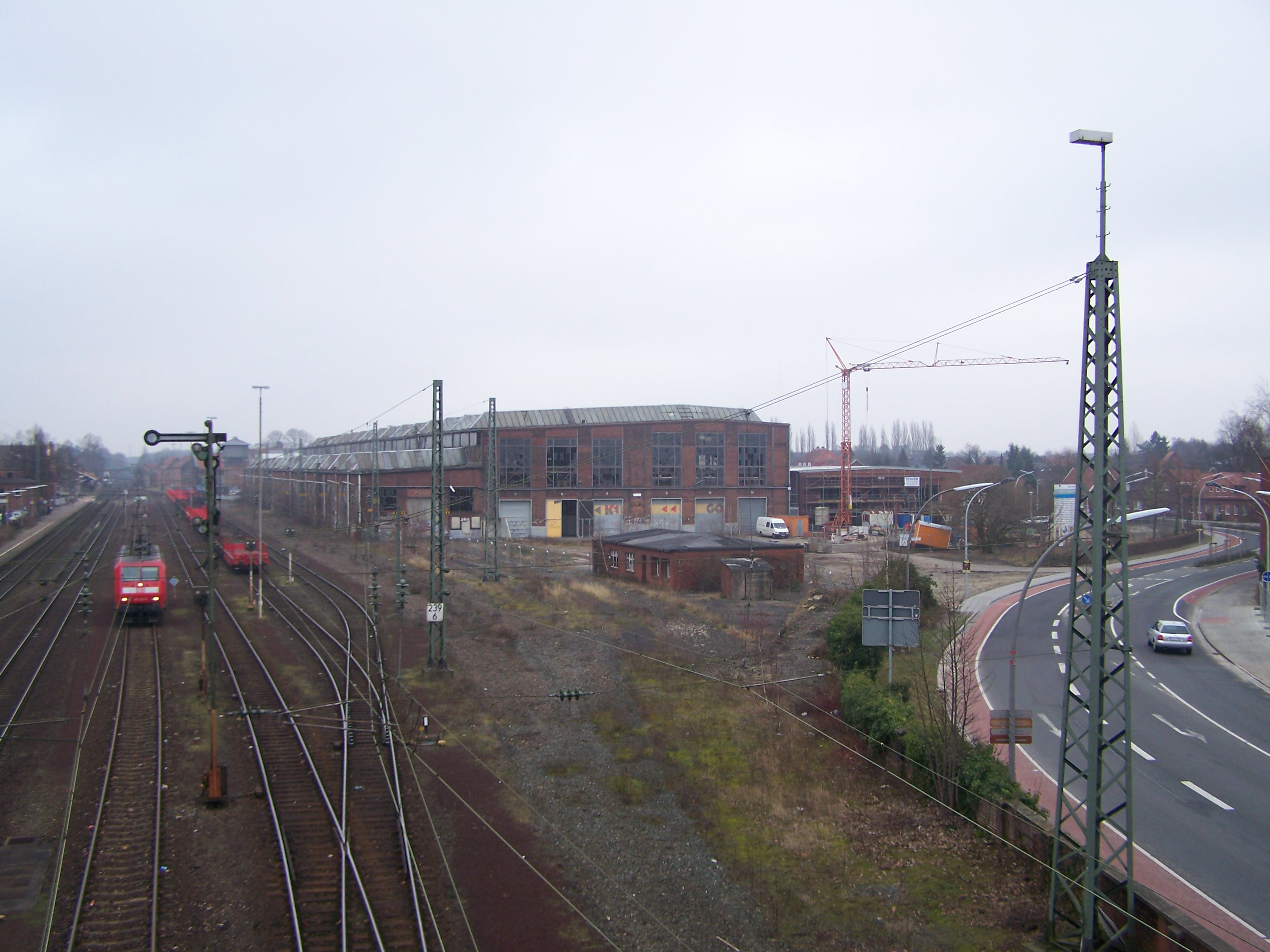
Halle 1, Januar 2008. Umbauarbeiten an der benachbarten Halle 3.

Nach dem Zweiten Weltkrieg fanden vornehmlich Sicherungsarbeiten an den beschädigten Gebäuden statt. Baumaterial war knapp und teuer; das kurz nach der Währungsreform beginnende Wirtschaftswunder brauchte Transportkapazitäten.
Alle nach dem Krieg entstandenen Gebäude wurden schlicht, zweckmäßig und preisgünstig gebaut; architektonische oder ästhetische Aspekte waren nachrangig.
So entstanden in den Nachkriegsjahren die Sandstrahlwerkstatt in Kalksandsteinmauerwerk, die Halle 3 und die Küche beziehungsweise Kantine des Werkes.
1948 wurde das Werk in Eisenbahnausbesserungswerk (EAW) umbenannt und 1951 in Bundesbahnausbesserungswerk (AW).
Am 23. Juni 1956 wurde das 100-jährige Bestehen des Eisenbahnausbesserungswerkes in Lingen groß gefeiert.
Im Jahre 1969 wurde die Lehrlingsausbildung im Ausbesserungswerk Lingen eingestellt und das Werk in eine Ausbesserungswerkstätte (AWSt) umgewandelt.
Mit dem langsamen Verschwinden der Dampflokomotiven von der Emslandstrecke wurde auch deren Instandhaltung im Werk eingestellt und der Betrieb auf die Güterwageninstandhaltung umgestellt. Im Jahre 1972 verließ die letzte Dampflok (051 696-3) das Werk.
1977 wurden die Dampflokomotiven endgültig vom Schienennetz der Deutschen Bundesbahn entfernt. Am 28. September 1980 wurde der elektrische Schienenverkehr auf der Bahnstrecke Emden–Rheine aufgenommen.
Im Jahre 1983 wurde auch die Güterwageninstandhaltung im Werk eingestellt. Fortan wurden große Bereiche der Werkanlagen als Lagerflächen vermietet. Sicherung und Wartung fanden praktisch nicht mehr statt. Weite Teile des Geländes verfielen, Hallendächer wurden undicht, Lagerflächen von der Natur zurückerobert.
Ab 1980 wurden in den letzten noch genutzten Hallen Feuerlöscher, Wagendecken, Rungen aller Art, Stempel etc. von nur noch einer Handvoll Leuten gefertigt.
1984 wurden noch einmal historische Dampfloks für die museumsgerechte Präsentation anlässlich des Jubiläums 150 Jahre Deutsche Eisenbahnen im Jahr 1985 hergerichtet.
Am 30. April 1985 wurde die Zentralstelle für den Werkstättendienst (ZW) aufgelöst. Von da an nahm die Zahl der Arbeiter und Angestellten immer weiter ab. Dieser Prozess zog sich über Jahre hin. Wann genau das Licht ausgemacht wurde, ist unklar.
Nachdem die Stadt Lingen die Gebäude um 1990 erworben hatte, begann eine Sanierung der denkmalgeschützten Gebäude. 1997 eröffnete der Kunstverein Lingen in der Halle 4 die größte Kunsthalle im westlichen Niedersachsen und richtet seitdem dort regelmäßig Ausstellungen und Ähnliches aus. Später wurden dann andere Teile der restaurierten Gebäude vermietet, unter anderem an die Ems-Vechte-Welle, die seit 1997 von dort auf Sendung geht, und vorübergehend an eine Gokart-Bahn.
Seit dem Wintersemester 2012/13 befindet sich in der vollständig renovierten Lokrichthalle I/II die Hochschule Osnabrück, Campus Lingen.

### Denkmallok
Vom 28. Juli 1972 bis zum Herbst 1983 stand die Dampflok 94 1692 als Denkmal am Ausbesserungswerk. Die Lok befindet sich nach Aufarbeitung und mehreren Zwischenstationen heute bei den Dampfbahnfreunden mittlerer Rennsteig.